# Robert Sycz
Robert Sycz   (Varsòvia, 15 de novembre de 1973) és un remer polonès, ja retirat, que va competir durant les dècades de 1990 i 2000.
El 1996 va prendre part en els Jocs Olímpics d'Estiu d'Atlanta, on fou setè en la prova del doble scull lleuger del programa de rem. Quatre anys més tard, als Jocs de Sydney, formant parella amb Tomasz Kucharski, guanyà la medalla d'or en la mateixa prova. El 2004, a Atenes, disputà els seus tercers, i darrers, Jocs Olímpics. En ells revalidà la medalla d'or en la prova del doble scull lleuger, novament fent parella amb Robert Sycz.
En el seu palmarès també destaquen sis medalles al Campionat del món de rem, dues d'or, tres de plata i una de bronze, entre les edicions de 1997 i 2005.